# Adams Nunatak
Adams Nunatak är en nunatak i Antarktis. Den ligger i Västantarktis. Argentina, Chile och Storbritannien gör anspråk på området. Toppen på Adam Nunataks är 420 meter över havet.
Terrängen runt Adams Nunatak är kuperad åt nordost, men platt åt sydväst. Trakten är obefolkad utan några samhällen i området.